# Макнамара, Шон
Шон Макнамара (англ. Sean McNamara; род. 9 мая 1962 года, Бербанк, Калифорния, США) — ирландско-американский кинорежиссёр, кинопродюсер, актёр и сценарист. Наиболее известен по фильму «Сёрфер души» (2011). Сотрудничал с Дэвидом Бруквеллом, Сином Сан Оком, Халком Хоганом, Полом Эндрюсом.
В 2016 году Макнамара начал работу над биографическим фильмом о президенте Рональде Рейгане под названием «Рейган», выход которого изначально планировался на 2019 год, а позже был перенесён на 2022 год.

## Фильмография

### Фильмы
- Галгамет (1996)
- Каспер: Начало (1997)
- Три ниндзя: Жаркий полдень на горе Мега (1998)
- Каспер встречает Венди (1998)
- Панки (1999)
- Домашнее задание (1999)
- Битва за космос (2001)
- Как остаться в живых (2003)
- Суперзвезда (2004)
- Золотой лёд 2: В погоне за золотом (2006)
- Братц (2007)
- Зак и Коди: Всё тип-топ (2011)
- Сёрфер души (2011)
- Робосапиен: Перезагрузка (2013)
- Поле потерянной обуви (2014)
- Жизнь робота (2015)
- Инопланетяне съели мою домашнюю работу (2018)
- Сезон чудес (2018)
- Кошки против собак 3 (2020)
- Русалка и дочь короля (2022)
- На одном крыле (2023)
- Рейган (2024)
- Душа в огне[англ.] (2025)

### Телевизионные сериалы
- Дети включены (1984)
- Тайный мир Алекс Мак (1994)
- Даже Стивенс (2000)
- Зик и Лютер (2009)
- Танцевальная лихорадка! (2010)
- В ударе (2011)
- Джесси (2012)
- Высший класс (2012)